# Sommer-Paralympics 2016/Teilnehmer (Äthiopien)
| stlisierte Goldmedaille | stlisierte Silbermedaille | stlisierte Bronzemedaille |
| ----------------------- | ------------------------- | ------------------------- |
| —                       | 1                         | —                         |

Äthiopien entsandte eine Athletin und vier Athleten zu den Paralympischen Sommerspielen 2016 in Rio de Janeiro,  die in einer Sportart antraten. Fahnenträger für Äthiopien bei der Eröffnungsfeier war der Leichtathlet Tamiru Demisse.

## Medaillen

### Medaillenspiegel
| Rang   | Sportart       | Gold | Silber | Bronze | Gesamt |
| ------ | -------------- | ---- | ------ | ------ | ------ |
| 1      | Leichtathletik | 0    | 1      | 0      | 1      |
| Gesamt | Gesamt         | 0    | 1      | 0      | 1      |

## Teilnehmer nach Sportart

### Leichtathletik
Laufen
| Athleten                 | Wettbewerb | Vorlauf | Vorlauf | Halbfinale    | Halbfinale    | Finale        | Finale        | Rang |
| Athleten                 | Wettbewerb | Zeit    | Rang    | Zeit          | Rang          | Zeit          | Rang          | Rang |
| ------------------------ | ---------- | ------- | ------- | ------------- | ------------- | ------------- | ------------- | ---- |
| Männer                   |            |         |         |               |               |               |               |      |
| Megersa Tassisa Bati     | 400 m T12  | 51,39 s | 4       | ausgeschieden | ausgeschieden | ausgeschieden | ausgeschieden | 10   |
| Tamiru Demisse           | 400 m T13  | DNS     | DNS     | —             | —             | ausgeschieden | ausgeschieden | DNS  |
| Tamiru Demisse           | 1500 m T13 | —       | —       | —             | —             | 3:48,49 min   | 2             |      |
| Hailu Haile              | 1500 m T46 | —       | —       | —             | —             | 4:06,37 min   | 6             | 6    |
| Astbha Gebre Gebremeskel | 1500 m T46 | —       | —       | —             | —             | 4:15,01 min   | 9             | 9    |
| Frauen                   |            |         |         |               |               |               |               |      |
| Yengus Dese Azenaw       | 200 m T47  | DSQ     | DSQ     | —             | —             | ausgeschieden | ausgeschieden | DSQ  |
| Yengus Dese Azenaw       | 400 m T47  | DSQ     | DSQ     | —             | —             | ausgeschieden | ausgeschieden | DSQ  |